# Anneloes van Veen
Anneloes van Veen (7 augustus 1990) is een Nederlandse zeilster die uitkomt in de olympische zeilklasse 470.
In 2011 werd ze samen met stuurvrouw Nina Keijzer Europees kampioen in de 470. In 2015 plaatste ze zich samen met Afrodite Zegers voor de Olympische Spelen van 2016 in Rio de Janeiro.